# Iglesia de San José de Calasanz
La iglesia de San José de Calasanz es un templo católico de la ciudad española de Granada, comunidad autónoma de Andalucía.

## Historia
Fue construida entre 1755 y 1756, sustituyendo a una anterior de 1630, adosado al Monasterio de Nuestra Señora del Destierro, conocido popularmente como monasterio de los monjes Basilios, construido en 1616.

## Descripción
Templo muy sobrio, de la transición del barroco al neoclásico.